# Crisi dell'acqua di Flint
La crisi dell'acqua di Flint è stata una crisi ambientale-sanitaria pubblica che è iniziata nell'aprile 2014, quando l'acqua potabile della città di Flint, nel Michigan, è stata contaminata con il piombo e probabilmente con i batteri della Legionella.

## Storia
Nel 2014, durante una crisi di bilancio, Flint cambiò la sua fonte di acqua da acqua trattata del Dipartimento di Acqua e Fognature di Detroit (prelevata da lago Huron e dal fiume Detroit) al fiume Flint. Le autorità pubbliche non avevano applicato gli inibitori di corrosione all'acqua, il che portò al rilascio di piombo dalle tubature invecchiate nell'approvvigionamento idrico, esponendo circa 100.000 residenti a livelli elevati di piombo. Una coppia di studi scientifici ha confermato la presenza di contaminazione da piombo nell'approvvigionamento idrico. Nel gennaio 2015 i residenti lamentavano la cattiva qualità e l'odore anomalo dell'acqua.
Il 5 gennaio 2016 il governatore del Michigan, Rick Snyder, ha dichiarato lo stato di emergenza nella contea di Genesee, di cui Flint è il centro principale della popolazione. Poco dopo, il presidente Barack Obama ha dichiarato uno stato di emergenza federale, autorizzando ulteriore aiuto da parte della Federal Emergency Management Agency e del Dipartimento della Sicurezza Interna.
Tra i 6.000 e i 12.000 bambini sono stati esposti a acqua potabile con elevati livelli di piombo. I bambini sono particolarmente a rischio dagli effetti a lungo termine dell'avvelenamento da piombo, che possono includere una riduzione delle funzioni intellettive, e una maggiore possibilità di contrarre la malattia di Alzheimer. Il cambiamento nell'approvvigionamento idrico è stato considerato una possibile causa dell'epidemia di Legionellosi nella contea che ha ucciso 12 persone e ne ha colpite altre 87, ma la fonte originale dei batteri non è mai stata trovata.
Quattro funzionari governativi - uno della città di Flint, due del Michigan Department of Environmental Quality (MDEQ) e uno dell'Environmental Protection Agency (EPA) - si sono dimessi a causa della gestione negligente della crisi, e un altro dipendente MDEQ è stato licenziato. Nel gennaio 2021, l'ex governatore del Michigan Rick Snyder e altri otto funzionari sono stati accusati di 34 capi d'accusa di reato grave e sette capi d'accusa di reato minore, per un totale di 41 capi d'accusa, per il loro ruolo nella crisi.
Due funzionari sono stati accusati di omicidio involontario. Sono stati presentati 15 casi criminali contro funzionari locali e statali, ma è stata emessa solo una condanna minore e tutte le altre accuse sono state respinte o ritirate. Il 20 agosto 2020, le vittime della crisi dell'acqua hanno ricevuto una riparazione combinata di 600 milioni di dollari, di cui il 80% destinato alle famiglie dei bambini colpiti dalla crisi. A novembre, la transazione è aumentata 641 milioni di dollari.
All'inizio del 2017, alcuni funzionari hanno affermato che la qualità dell'acqua fosse tornata a livelli accettabili, ma nel gennaio 2019, i residenti e gli ufficiali hanno espresso dubbi sulla pulizia dell'acqua. Dopo 400 milioni di dollari di spesa statale e federale, la città di Flint ha ottenuto una fonte di acqua pulita, distribuendo filtri e posando migliaia di tubi moderni, sicuri e in rame a quasi ogni casa della città. La testata Politico ha dichiarato che l'acqua è "buona quanto quella di qualsiasi altra città del Michigan". Tuttavia, un clima di sfiducia rimane tra i residenti, che molto spesso rifiutano di bere l'acqua del rubinetto.

## Cultura di massa
- Ha ispirato un film di Michael Moore, Fahrenheit 11/9.
- L'episodio è anche sarcasticamente menzionato dalla sitcom animata I Griffin nell'episodio 13 stagione 15 intitolato Lezioni di violino.